# Никитский бульвар
Ники́тский бульва́р (в 1950—1992 годах — Суво́ровский бульва́р) — бульвар в Центральном административном округе города Москвы, входит в Бульварное кольцо. Проходит от площади Арбатские Ворота до площади Никитские Ворота. Нумерация домов ведётся от Арбатских ворот.

## Происхождение названия
В XVI веке боярин Н. Р. Захарьин-Юрьев, дед царя Михаила Фёдоровича, на месте церкви Никиты у Ямского двора основал женский Никитский монастырь.
Монастырь был упразднён в середине 1920-х годов, его постройки были разобраны к 1933 году; сохранился лишь корпус келий XVII—XVIII века (Большой Кисловский переулок, 10). На месте монастыря в 1935 году было построено здание электроподстанции метрополитена (Большая Никитская улица, 7).
По названию Никитского монастыря были названы ворота Белого города. В конце XVIII века стены и ворота Белого города были упразднены, позднее на месте стен были разбиты бульвары. Никитские ворота Белого города и дали название Никитскому бульвару.

## История
Бульвар, названный Никитским, был разбит в начале 1820-х годов от Арбатской площади до Никитских ворот на месте снесённой стены Белого города.
В 1950 году был переименован в Суворовский в честь русского полководца А. В. Суворова, который жил поблизости, на Большой Никитской улице. В 1992 году бульвару возвращено его историческое название.

## Примечательные здания и сооружения

### По нечётной стороне
- № 1 —
- № 5 — доходный дом Зачатьевского монастыря (1913, архитектор Леонид Стеженский).
- № 7 — доходный дом (1912, архитектор Дмитрий Челищев).
- № 7А — усадьба графа Александра Толстого. 15 мая 1848 года сблизился с семьёй графа Александра Толстого и провёл последние 4 года своей жизни и умер в 1852 году Николай Васильевич Гоголь, в 1972 был открыт мемориальный музей памяти его имени. В 1959 году во дворе дома был установлен памятник писателю работы скульптора Николая Андреева, который был открыт 26 апреля 1909 года, находился на Пречистенском до 1951 года, вторую половину 1951 года — на Гоголевском бульваре, а затем — на территории Донского монастыря. Флигели усадьбы и памятник Гоголю являются объектами культурного наследия федерального значения[1].
- № 7Б-9/10 — Жилой дом Главсевморпути («Дом полярников»). Изначально — доходный дом графини Н. А. Шереметевой, построенный в 1901 году архитектором Александром Мейснером (сохранился вход в доходный дом, № 7Б). Перестроен в 1936—1937 годах архитектором Евгением Иохелесом по заказу Главсевморпути[1].

Дом в итальянском стиле представляет собой один из наиболее изящных примеров предвоенной советской архитектуры. Здание, увенчанное широким карнизом, выходит на бульвар практически симметричным фасадом. Левое крыло отличается размером и формой окон, оно несколько повёрнуто относительно плоскости фасада — Евгений Йохелес включил в свой проект небольшой дореволюционный доходный дом, органично вписав его в больший масштаб нового строительства.
В этом доме в разные годы жили девять Героев Советского Союза, в том числе полярники Михаил Белоусов, Николай Зубов, Анатолий Ляпидевский, Иван Черевичный, Пётр Ширшов, исследователь Арктики Георгий Ушаков (с 1936 по 1963 год), Борис Чухновский, Марк Шевелёв. Здесь же жил Герой Советского Союза Александр Штепенко и кавалер двух орденов Ленина Михаил Каминский.
Также здесь жила Елена Сергеевна Булгакова. В 1985—1995 годах в квартире, принадлежавшей Малому театру, жил народный артист РСФСР Виталий Соломин, о чём свидетельствует мемориальная доска.
- № 11/12, стр. 1—4 — Городская усадьба Власовых — М. Г. Дашкевича (1817, 1822, 1846, архитекторы Ипполит Цвиленев, Семён Рыжов, Владимир Основский)[1].
- № 13 — здание фармацевтического факультета Московской медицинской академии имени И. М. Сеченова. Построено в 1910 году по проекту архитектора Карла Кайзера под размещение гимназии. В доме размещались различные образовательные учреждения: Общество распространения практических знаний между образованными женщинами, частная женская гимназия Екатерины Николаевны Дюлу, курсы художественных вышивок, школы кройки и шитья и т. п. В 1920-е годы в здании разместился Московский медико-фармацевтический комбинат, в котором был организован фармацевтический факультет. С 1937 года факультет выделился в Московский фармацевтический институт, который в 1958 году стал факультетом Первого московского медицинского института им. И. М. Сеченова («1-го МОЛМИ»)[6].
- № 15 — Собственный доходный дом архитектора А. С. Гребенщикова (1911—1915, архитектор Александр Гребенщиков). Здесь проживал предприниматель Алексей Иванович Абрикосов.
- № 17[7] — кооперативный дом работников Большого Театра. Здесь жили актёры Игорь Васильев[8], Иннокентий Смоктуновский (в 1971—1989)[9], Михаил Зимин[10], Евгений Евстигнеев[11], Олег Ефремов[12].

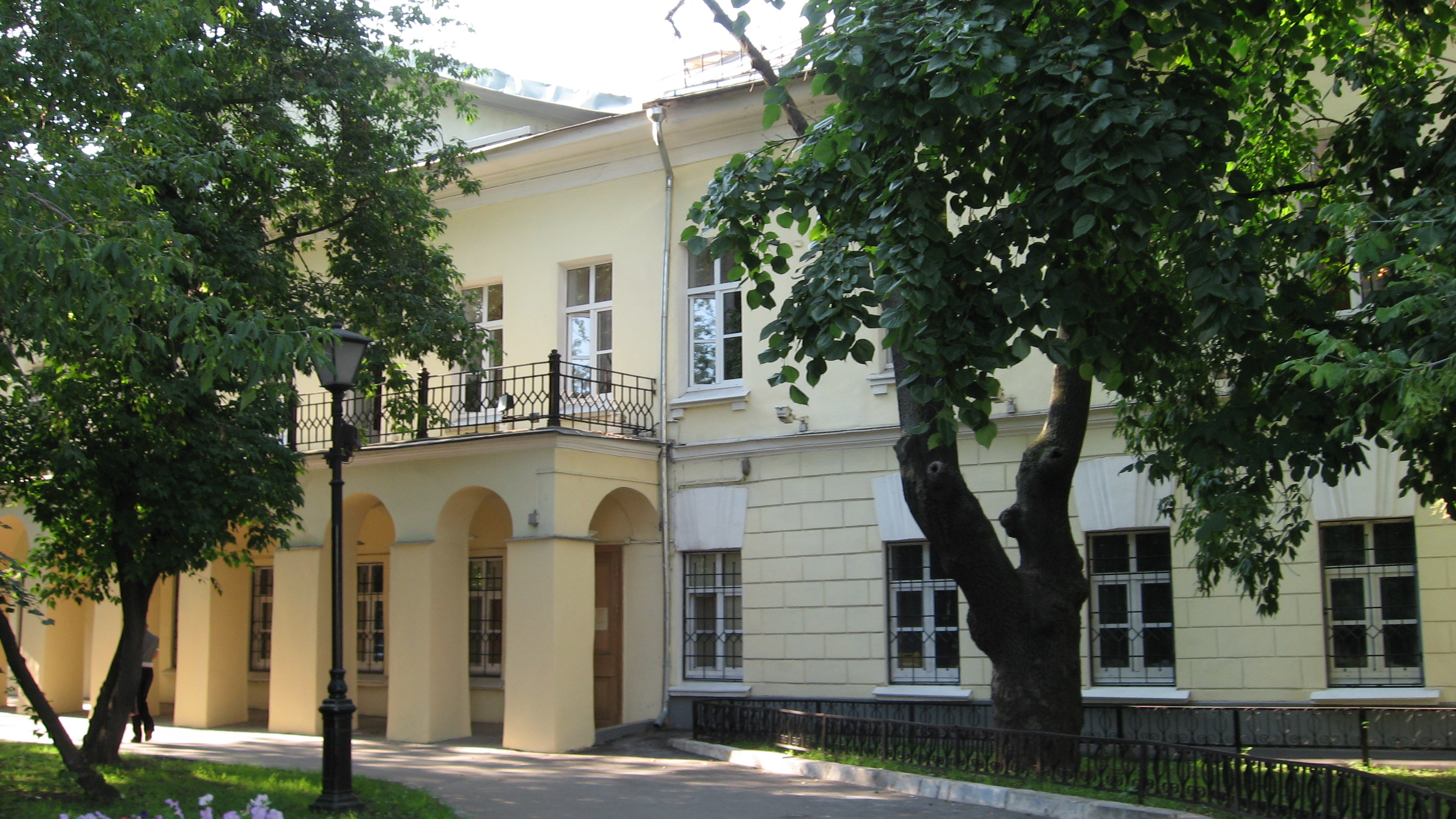
Никитский бульвар, 7. Дом, в котором умер Николай Васильевич Гоголь.
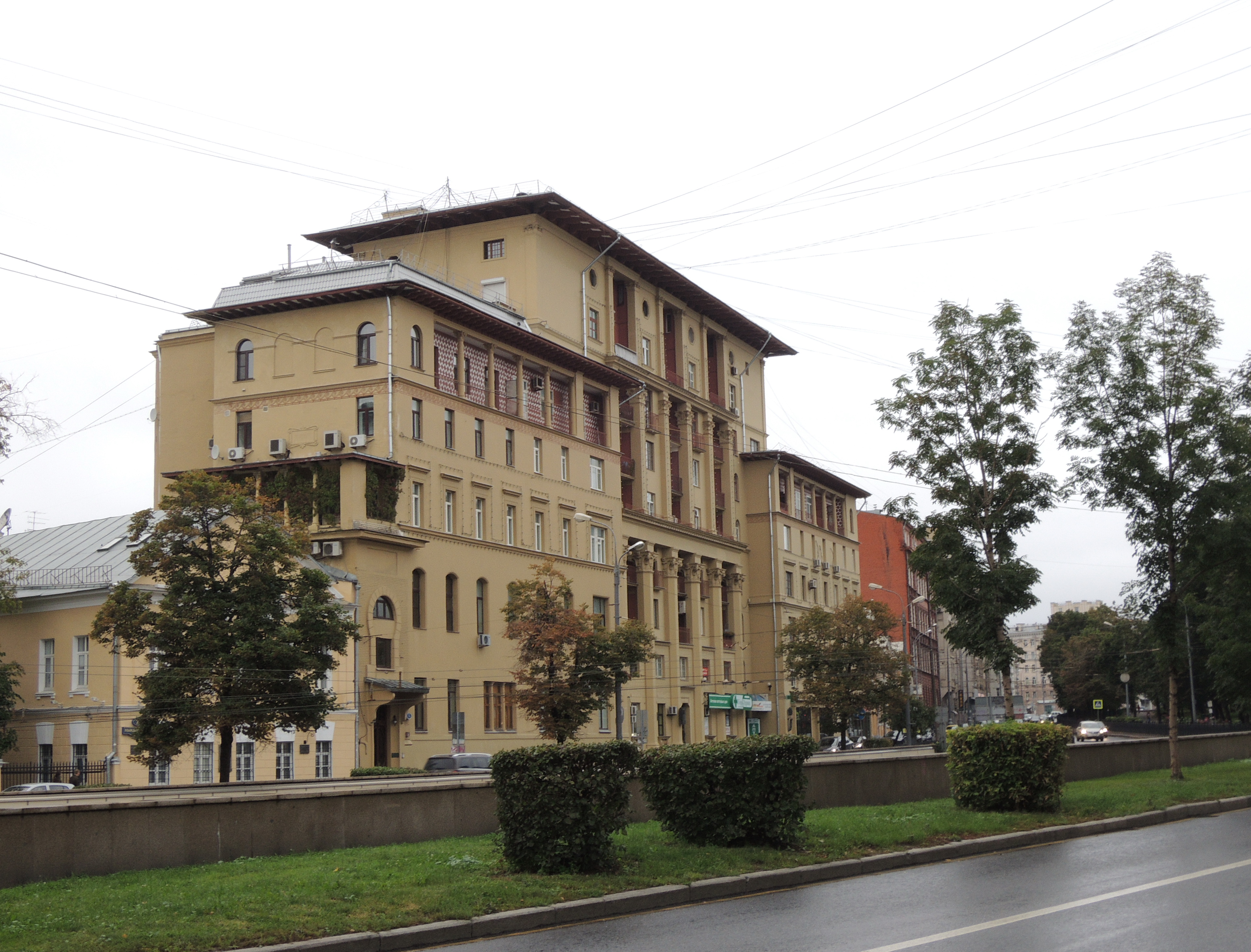
Дом полярников

### По чётной стороне
- № 6 — Дом Кокошкина («Соловьиный дом») — два нижних этажа здания относились к XVIII веку, в XIX—XX веках дом надстраивался. В XVIII веке дом принадлежал князю Якову Шаховскому, позднее — князю Сергею Голицыну. В 1820-е годах владельцем стал директор московских Императорских театров Ф. Ф. Кокошкин. Здесь находились репетиционные залы Большого и Малого театров, ставились спектакли с участием актёров Михаила Щепкина и Павла Мочалова. Здесь также находился музыкальный салон актрисы Марии Дмитриевны Львовой-Синецкой, у которой бывали Пушкин, Грибоедов, Гончаров и другие. Решением правительства Москвы дом был передан АО «Сокольники» под устройство гостиницы. Снесён в 1997 году, на месте здания устроена автостоянка[13].
- № 8/3, стр. 1 — Доходный дом С. Ф. Голицына — купца А. Н. Прибылова (1798—1806; 1899, архитектор Август Вебер; 1930-е; 1948—1950-е)[1]. В доме жили оперный певец Василий Шкафер, режиссёр и актёр Борис Сушкевич[14].
- № 8А/3, стр. 1 — Главный дом городской усадьбы (с 1920 г. — Дом печати — клуб московских журналистов, с 1938 г. — Дом журналиста) (XVIII в., 1877, архитектор Александр Вивьен). Здесь выступали поэты Александр Блок, Владимир Маяковский, Сергей Есенин, Демьян Бедный, нарком просвещения Анатолий Луначарский и другие. Отсюда в 1941 году московские журналисты уходили на фронт[1]. Здесь установлен памятник фронтовым корреспондентам.
- № 10/5, стр. 1 — Здание Сбербанка России (конец 1990-х)[1]. Ранее на этом месте стояло здание, принадлежавшее в 1826 году княгине Голицыной. По мнению историка П. В. Сытина, его значительные фрагменты относились к XVIII веку. Дом снесли в 1995 году по распоряжению правительства Москвы[15]. В 1912—1915 годах в этом здании находилось Книгоиздательство писателей в Москве.[16]
- № 12 — Жилой дом для служащих Московской конторы Государственного банка (1913, архитектор Богдан Нилус; 1922—1926, архитектор С. А. Крот[17]). Здесь жили конструктор авиационной и космической техники Наум Черняков (в 1941—1954 годах)[18], театральный и литературный критик Давид Тальников[19], государственный деятель Д. И. Ефремов[20], поэтесса А. А. Баркова[21]. В доме проживают Любовь Казарновская, Ингеборга Дапкунайте, жена и дочь Юрия Башмета.[22][23]
- № 12А-12А, стр. 1 — Усадьба Луниных с флигелем (1818—1823, архитектор Доменико Жилярди)[1]. C 1970 года в здании размещается Музей искусства народов Востока; открытая экспозиция переведена сюда в 1985 году[24].

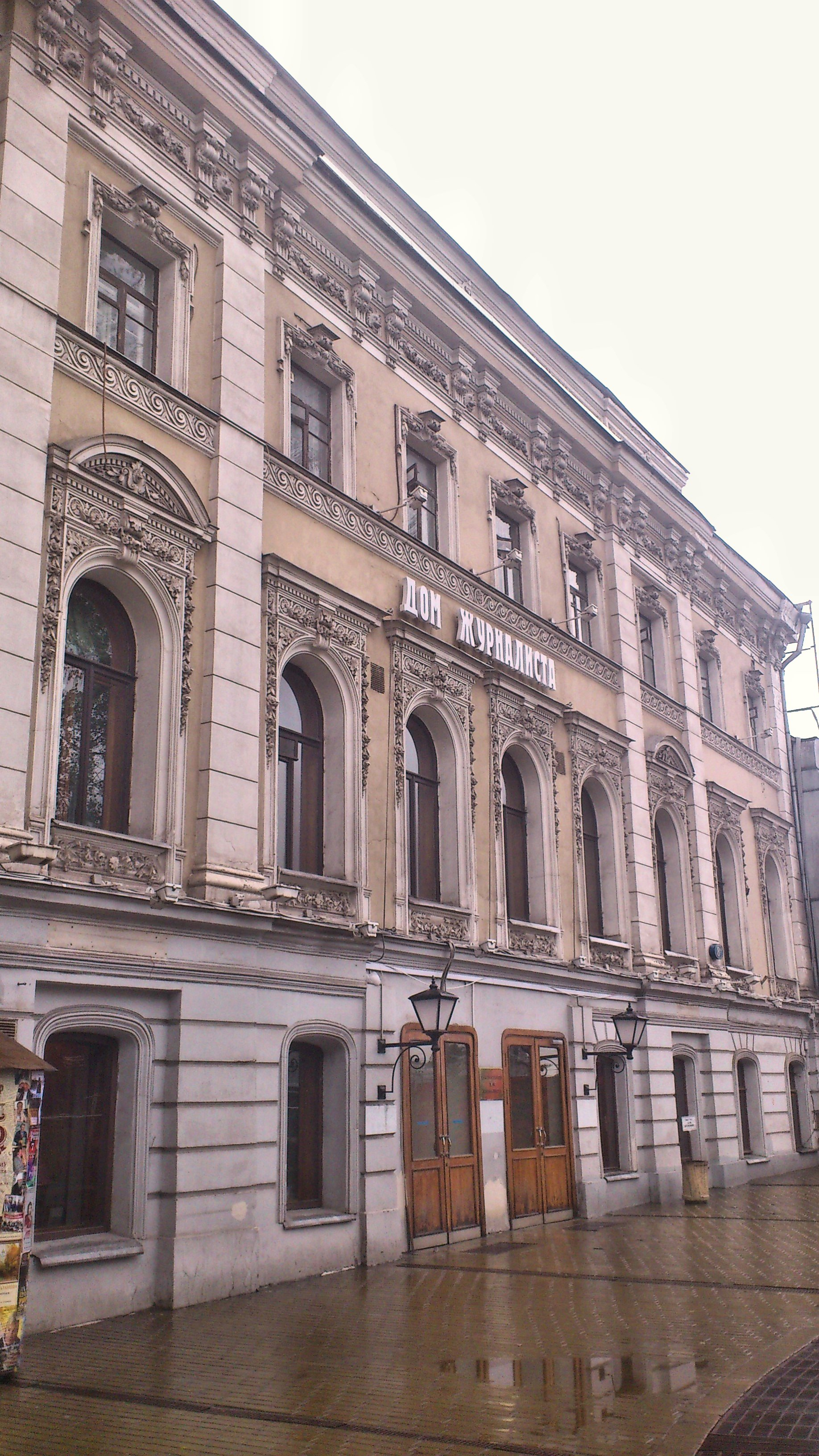
Центральный Дом журналиста, дом № 8А
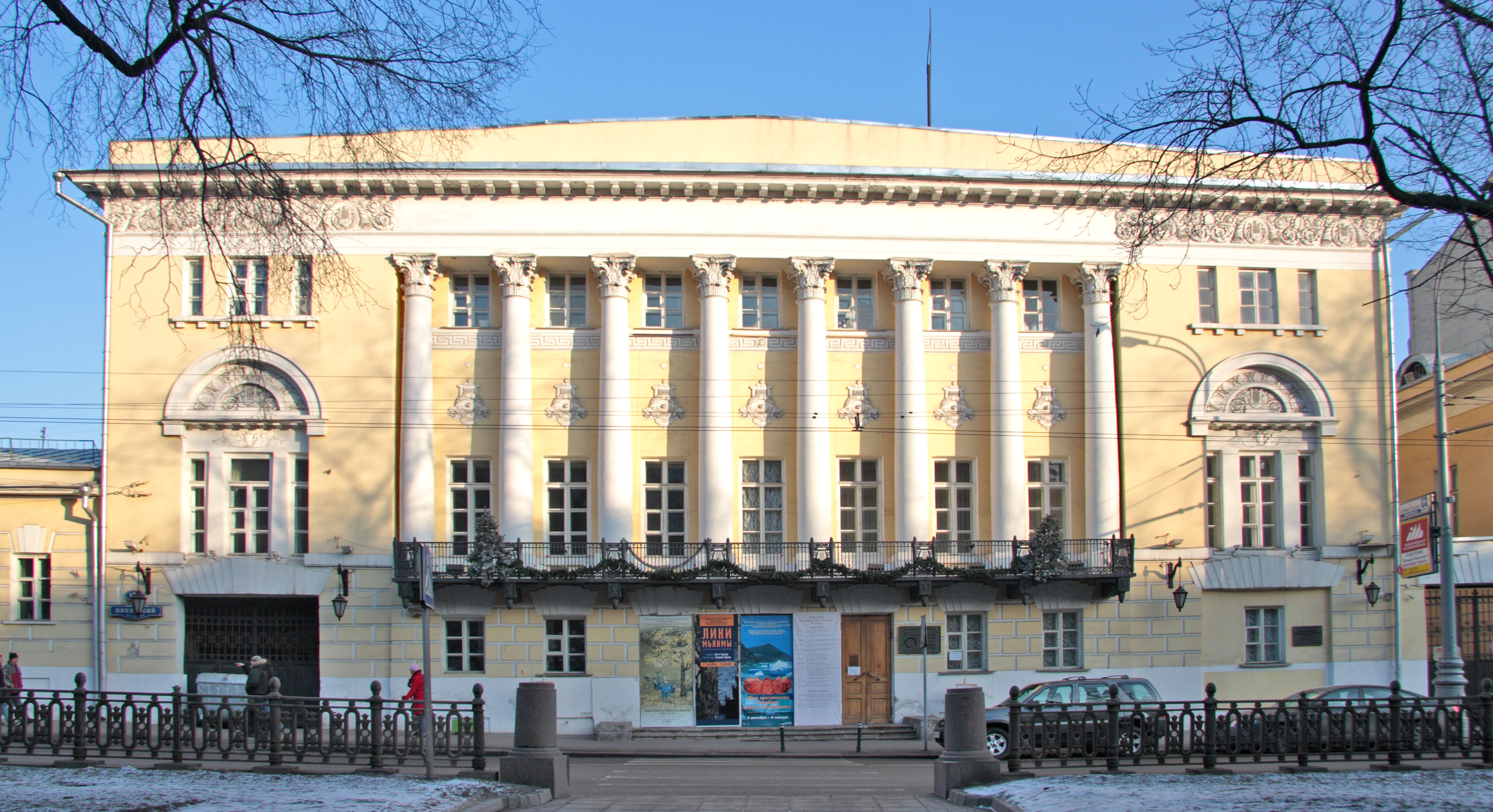
№ 12А, усадьба Луниных (1818—1823, архитектор Доменико Жилярди) — Музей Востока.

## Общественный транспорт
- Автобусы: м5 (только в сторону ул. Новый Арбат), с511.